# Ceratina nigra
Ceratina nigra là một loài Hymenoptera trong họ Apidae. Loài này được Handlirsch mô tả khoa học năm 1889.